# 西関隆夫
西関 隆夫（にしぜき たかお、1947年2月11日 - 2022年1月30日）は、日本の情報科学者。専門は離散数学、グラフ理論、アルゴリズム論。東北大学名誉教授。関西学院大学理工学部元教授。

## 経歴
1947年、福島県須賀川市に生まれる。1969年、東北大学工学部通信工学科卒業。1971年、同大学大学院工学研究科電気及通信工学専攻修士課程修了。1974年、同大学大学院工学研究科電気及通信工学専攻博士後期課程修了。工学博士。
同年4月、東北大学工学部助手。1976年6月、同大学助教授。1977年4月から1978年3月まで、カーネギーメロン大学数学科客員研究員。1988年4月、東北大学工学部通信工学科教授。2008年4月から2010年3月まで東北大学大学院情報科学研究科研究科長。2010年定年退職、東北大学名誉教授。
2010年4月から2015年3月まで、関西学院大学理工学部情報科学科教授、2016年4月から2018年10月まで北陸先端科学技術大学院大学監事（非常勤）を務めた。

## 受賞歴
- 1989年5月　電子情報通信学会論文賞[1]
- 1992年6月　情報処理学会創立30周年記念論文賞[1]
- 1994年9月　日本応用数理学会論文賞[1]
- 1999年3月　電気通信普及財団賞[1]
- 2003年3月　船井情報科学振興賞[1]
- 2006年4月　国際コミュニケーション基金優秀研究賞[1]
- 2008年4月　文部科学大臣表彰科学技術賞[1]
- 2008年5月　電子情報通信学会業績賞[1]
- 2008年12月　ISAAC 2008 Best Paper Award[1]

## 顕彰
- Association for Computing Machinery (ACM) Fellow.[3]
- 電子情報通信学会名誉員・フェロー[4]。
- 情報処理学会フェロー[5]。
- Bangladesh Academy of Science, Foreign Fellow[6]。
- IEEE Life Fellow[7]。

## 主要論文
- Takamizawa, K.; Nishizeki, T.; Saito, N. (1982), “Linear-time computability of combinatorial problems on series-parallel graphs”, Journal of the ACM 29 (3):  623–641, doi:10.1145/322326.322328, MR666771.
- Chiba, Norishige; Nishizeki, Takao (1985), “Arboricity and subgraph listing algorithms”, SIAM Journal on Computing 14 (1):  210–223, doi:10.1137/0214017, MR774940.
- M Ito, A Saito, T Nishizeki, Secret sharing scheme realizing general access structure, Electronics and Communications in Japan, Volume 72, Issue 9, pages 56–64, (1989). http://onlinelibrary.wiley.com/doi/10.1002/ecjc.4430720906/abstract
- N Chiba, T Nishizeki, S Abe, T Ozawa, N Chiba, T Nishizeki, S Abe, T Ozawa, Journal of Computer and System Sciences, Volume 30, Issue 1, pages 54–76 (1985). http://www.sciencedirect.com/science/article/pii/0022000085900042

## 著書
- T Nishizeki, N Chiba, Planar graphs: Theory and algorithms, Annals of Discrete Mathematics, monograph 32, ISBN 978-0486466712
- Nishizeki, Takao; Rahman, Md. Saidur (2004), Planar Graph Drawing, Lecture Notes Series on Computing, 12, World Scientific, doi:10.1142/5648, ISBN 981-256-033-5, MR2112244.

- 斎藤 伸自、千葉 則茂、西関 隆夫 (著)：離散数学 (電気・電子・情報工学基礎講座) 朝倉書店 (1989) ISBN 978-4254227338